# Punta Celebroña
La punta Celebroña es un cabo que marca la entrada norte al Puerto Groussac y la entrada sur de la Bahía de la Anunciación, en la costa este de la isla Soledad, islas Malvinas. Se encuentra cerca de la isla Celebroña y posee un faro.
Este accidente geográfico es uno de los puntos que determinan las líneas de base de la República Argentina, a partir de las cuales se miden los espacios marítimos que rodean al archipiélago.